# Vlag van Aalburg

Vlag van Aalburg

De vlag van Aalburg werd op 25 oktober 1974 per raadsbesluit door de Noord-Brabantse gemeente Aalburg aangenomen als de gemeentelijke vlag. De vlag is opgemaakt uit de kleuren van het gemeentewapen en dat van voorgaande gemeenten. De Hoge Raad van Adel heeft advies uitgebracht en heeft de vlag ook opgenomen in het register. Vanaf 2019 is de vlag niet langer als gemeentevlag in gebruik omdat de gemeente Aalburg in de nieuwe gemeente Altena op is gegaan.

## Symboliek
De vlag is diagonaal gedeeld. Deze deling is een verwijzing naar de Sint-Maarten uit het wapen van Eethen. Het wagenrad en de rode kleur op de vlag zijn symbolen voor de heren van het Land van Heusden, en komen dus ook op het wapen van Heusden voor. Ook de voormalige gemeenten Eethen en Wijk en Aalburg hadden op hun wapens het wagenrad.

## Verwant wapen

Het wapen van Aalburg

Aalburg 
· Aarle-Rixtel 
· Alphen en Riel 
· Bakel en Milheeze 
· Beek en Donk 
· Beers 
· Berghem 
· Berkel-Enschot 
· Berlicum 
· Bladel en Netersel 
· Borkel en Schaft 
· Boxmeer 
· Budel 
· Chaam 
· Cuijk 
· Cuijk en Sint Agatha 
· Den Dungen 
· Diessen 
· Dinteloord en Prinsenland 
· Drunen 
· Dussen 
· Engelen 
· Erp 
· Esch 
· Escharen 
· Fijnaart en Heijningen 
· Geffen 
· Geldrop 
· Gemert 
· Giessen 
· Ginneken en Bavel 
· Grave 
· 's Gravenmoer 
· Haaren 
· Halsteren 
· Haps 
· Heesch 
· Heeswijk-Dinther 
· Heeze 
· Helvoirt 
· Hoeven 
· Hooge en Lage Mierde 
· Hooge en Lage Zwaluwe 
· Hoogeloon, Hapert en Casteren 
· Huijbergen 
· Klundert 
· Landerd 
· Leende 
· Liempde 
· Lieshout 
· Lith 
· Luyksgestel 
· Maarheeze 
· Maasdonk 
· Made en Drimmelen 
· Megen, Haren en Macharen 
· Mierlo 
· Mill en Sint Hubert 
· Moergestel 
· Nieuw-Ginneken 
· Nieuw-Vossemeer 
· Nistelrode 
· Nuland 
· Oeffelt 
· Oost-, West- en Middelbeers 
· Oploo, Sint Anthonis en Ledeacker 
· Ossendrecht 
· Oud en Nieuw Gastel 
· Oudenbosch 
· Prinsenbeek 
· Putte 
· Raamsdonk 
· Ravenstein 
· Reusel 
· Riethoven 
· Rijsbergen 
· Rijswijk 
· Roosendaal en Nispen 
· Rosmalen 
· Schaijk 
· Schijndel 
· Sint Anthonis 
· Sint-Oedenrode 
· Sprang-Capelle 
· Standdaarbuiten 
· Terheijden 
· Teteringen 
· Uden 
· Udenhout 
· Veghel
· Vessem, Wintelre en Knegsel 
· Vierlingsbeek 
· Vlijmen 
· Wanroij 
· Waspik 
· Werkendam 
· Westerhoven 
· Willemstad 
· Woudrichem 
· Wouw 
· Zeeland 
· Zevenbergen